# 4707 Khryses
4707 Khryses è un asteroide troiano di Giove del campo troiano. Scoperto nel 1988, presenta un'orbita caratterizzata da un semiasse maggiore pari a 5,1913434 UA e da un'eccentricità di 0,1218824, inclinata di 7,09572° rispetto all'eclittica.
L'asteroide è dedicato a Crise, sacerdote troiano del dio Apollo.